# Tizourgane
Tizourgane je obzidana gorska vas (ksar) v zahodnem Antiatlasu v provinci Chtouka-Aït Baha v regiji Souss-Massa v Maroku. Tizourgane in bližnjo berbersko vas Tioulit kljub povsem drugačnemu videzu pogosto zamenjujejo.

## Položaj
Naselje, ki ga sestavlja le okoli 50 hiš, je približno 100 km jugovzhodno od mesta Agadir na vrhu hribovja Antiatlas na nadmorski višini skoraj 1150 metrov, približno na pol poti med Aït Baha in Tafraoute. Lega vasi na hribu je pojasnjena tako zaradi obrambnih razlogov kot zaradi varovanja rodovitne prsti v dolinah ali na pobočjih gora - nekdaj terasasto uporabljenih za poljedelstvo.

## Zgodovina
Tako kot pri skoraj vseh krajih, naseljenih z Berberi, ni pisnih zapisov o zgodovini Tizourgane. Prebivalci kraja so bili pretežno stano naseljeni, kar pomeni, da so v bistvu živeli od vedno skromnih donosov svojih (terasnih) njiv in domačih živali po načelu samooskrbe in bili prisiljeni varovati svojo lastnino pred napadi tavajočih nomadov ali sovražnih sosednjih vasi ali plemen. Po pomanjkanju dežja v 1970-ih in 1980-ih letih 20. stoletja so kraj - podobno kot le nekaj kilometrov oddaljeni Tioulit - prebivalci skoraj popolnoma zapustili. Tizourgane je bil po prelomu tisočletja v veliki meri obnovljen z javnimi in zasebnimi sredstvi; nekaj hiš pa je še vedno v propadajočem stanju.

## Arhitektura

### Obramba
Poleg svoje dvignjene lege je Ksar Tizourgana zaščiten pred napadi na tri načine: zunanja 'obrambna črta' tvori goščavo kaktusov neposredno pred obzidjem, ki predstavlja srednjo obrambno linijo z enim - in pod kotom - vhodom. Tretji sklenjeni obrambni obroč tvorijo - prvotno brez oken - zunanje stene hiš, ki so med seboj spojene skoraj brez rež.

### Mošeja
Osupljivo je dejstvo, da se nad ksarjem ne dviga noben minaret. V berberskih vaseh v južnem Maroku so obstajale preproste molitvene sobe za moške skupne (petkove) molitve, vendar vedno brez stolpa, ki bi ga bilo mogoče zgraditi brez tehničnih težav (prim. obrambne stolpe Agadire ali Tighremts). Izven nekaj starih mest (Marakeš, Taroudannt, Tiznit) so minarete gradili le v južnem Maroku od sredine 20. stoletja. Umivanje (vuḍū), ki ga predpisuje Koran (Sura 4.43 in Sura 5.6), je bilo opravljeno bodisi doma ali simbolično s pomočjo zlahka brušenega kamna, ki je včasih še vedno prikazan v molilnicah berberskih območij (npr. v Imchigueguelnu).

### Hiše
Tako obzidni obroč kot dvo- ali trinadstropne hiše so zgrajene iz večjih in manjših kamnov, kot jih najdemo povsod v okolici, in so bile zgrajene brez uporabe malte – le z malo ilovice med kamni. Iz majhnih ploščatih kamnitih plošč so izdelali tudi enostavne geometrične ornamente (vzorci ribje kosti, romb ipd.), ki so jih običajno nameščali nad vhodna vrata in so prvotno imele apotropejsko funkcijo. Podobno so bila okrašena tudi stara vhodna vrata, ki so bila prvotno izdelana brez železa, v 20. stoletju pa so jih - za majhno plačilo - kupili starinarji in jih včasih odnesli v novozgrajene muzeje; le nekaj starih vrat je ostalo v mestu.
V pritličju hiš so bili običajno hlevi za živino (koze, ovce, kokoši); nad tem so ležale od saj črne kuhinje in dnevni/spalni prostori. Strešna terasa, ki je bila vedno prisotna, je služila kot prostor za gospodinjska dela žensk: pripravo hrane, pridelavo arganovega olja ali pletenje kit in tkanje itd. Razsvetljava in prezračevanje prostorov je potekalo predvsem skozi vrata; Majhne - prvotno nezastekljene - okenske odprtine so bile večinoma vgrajene šele v 20. stoletju.
Hiše premožnejših družin so imele tretje nadstropje z dnevno sobo in nekaj kosi sedežnega pohištva. Ljudje pa so običajno sedeli, jedli in spali na tleh, ki so bila – glede na letni čas – pokrita z zastirkami in/ali odejami. Pohištva (omare, predalniki, skrinje, mize in stoli) ni bilo – malo lesa, ki je bil na razpolago, je bilo zaradi krivih vej komaj primerno za tesarska dela, potrebovali pa so ga tudi za kuho in peko kruha.

### Skladiščne komore
V stenah prostora je vgrajenih več skladiščnih komor za shranjevanje žita, kmetijske opreme, orožja, orodja itd.; toda opisati celoten kraj kot Agadir (skladiščni grad), kot se včasih počne, bi bilo napačno. Tudi arabsko ime kazba je precej neustrezno tako jezikovno kot zaradi pomanjkanja političnega in vojaškega pomena kraja.

### Mlatilnica
Ob vznožju vasi je okroglo gumno s kamnitimi ploščami, kjer so nekoč mlatili konec aprila požeto žito (ječmen) s pomočjo oslov, ki so hodili po njem. Zaradi sušnega podnebja se zelenjava komajda prideluje; bilo ga je treba zamenjati ali kupiti na bližnjih trgih (suk).

## Pomen
Komaj katero koli staro mesto v južnem Maroku - z izjemo Ait-Ben-Haduja s svojimi blatnimi gradovi (tigremti) - je tako spektakularno locirano in v veliki meri ohranjeno kot celota kot Tizourgane. Poleg tega kraj in njegova okolica omogočata vpogled v način življenja in razmišljanja berberskega prebivalstva ter v – nenapisano – zgodovino celotne regije.
Danes je v ksarju zasebni hotel. Ne-hotelski gostje lahko obiščejo ksar proti plačilu.

## Bližina
Iz mesta Tizourgane lahko na kratkem pohodu (približno 2 km) dosežete večinoma zapuščeno gorsko vas Tioulit. Lahko se odpeljete do zanimivih Agadirjev Imchiguegueln, Imi m'Korn, Guimst in Imhilene.